# From the Ashes
From the Ashes è il settimo album del gruppo skate punk Pennywise, pubblicato il 9 settembre 2003 da Epitaph Records. La maggior parte delle copie contiene un DVD sulla registrazione dell'album.

## Tracce
Tutte le tracce sono state scritte dai Pennywise.
1. Now I Know – 2:59
2. God Save the USA – 3:06
3. Something to Change – 2:41
4. Waiting – 2:59
5. Salvation – 2:42
6. Look Who You Are – 3:05
7. Falling Down – 2:56
8. Holiday in the Sun – 3:06
9. This Is Only a Test – 2:57
10. Punch Drunk – 3:10
11. Rise Up – 2:47
12. Yesterdays – 3:34
13. Change My Mind – 2:09
14. Judgment Day – 2:49

## Formazione
- Jim Lindberg – voce
- Randy Bradbury – basso
- Byron McMackin – batteria
- Fletcher Dragge – chitarra

## Classifiche
| Anno | Classifica             | Posizione |
| ---- | ---------------------- | --------- |
| 2003 | The Billboard 200      | 54        |
| 2003 | Top Independent Albums | 4         |